# Dolný Vadičov
Dolný Vadičov és un poble i municipi d'Eslovàquia que es troba a la regió de Žilina, al centre-nord del país.

## Història
La primera menció escrita de la vila es remunta al 1419.

## Demografia
| Godina             | 1994 | 2004    | 2014    | 2024    |
| ------------------ | ---- | ------- | ------- | ------- |
| Nombre de persones | 384  | 425     | 477     | 598     |
| Diferència         |      | +10,67% | +12,23% | +25,36% |

| Godina             | 2023 | 2024   |
| ------------------ | ---- | ------ |
| Nombre de persones | 588  | 598    |
| Diferència         |      | +1,70% |